# 정남초등학교 (경기)
정남초등학교는 대한민국 경기도 화성시 정남면 발산리에 있는 공립 공립 초등학교이다.

## 학교 연혁
| 1931년 | 1월 21일 | 정남공립보통학교 개교                           |
| 1938년 | 4월 1일  | 정남공립심상소학교 개명                         |
| 1941년 | 4월 1일  | 정남공립국민학교 개명                           |
| 1981년 | 3월 1일  | 병설유치원 인가                                 |
| 1996년 | 3월 1일  | 현판 교체 (정남초등학교로 변경)                 |
| 2008년 | 3월 10일 | 사물놀이반 정남 두레단 창단                     |
| 2014년 | 2월 14일 | 제82회 졸업식(누계 7,405명)                     |
| 2014년 | 3월 1일  | 21학급(특수학급 1학급 포함) 편성                |
| 2014년 | 3월 1일  | 유치원 1학급 편성                               |
| 2014년 | 3월 1일  | 제26대 곽덕철 교장 부임                         |
| 2015년 | 2월 13일 | 제83회 졸업식(누계7,471명)                      |
| 2015년 | 3월 1일  | 20학급(특수학급 1학급 포함) 편성                |
| 2015년 | 3월 1일  | 유치원 1학급 편성                               |
| 2016년 | 2월 5일  | 제84회 졸업식(누계 7,554명)                     |
| 2016년 | 3월 1일  | 전교실 사물함 교체                              |
| 2016년 | 3월 1일  | 20학급(특수학급 1학급 포함)                     |
| 2016년 | 3월 1일  | 유치원 1학급 편성                               |
| 2016년 | 3월 1일  | 혁신학교 지정운영(~2020.2.28.)                  |
| 2016년 | 8월 24일 | 학년 연구실 개선 및 교실바닥공사 실시(7개 교실) |
| 2016년 | 9월 1일  | 디지털 방송실 개선사업                          |
| 2017년 | 3월 1일  | 14학급(특수학급 1학급 포함) 편성                |
| 2017년 | 3월 1일  | 유치원 1학급 편성                               |

## 참고 자료
- 정남초등학교 - 한국교육학술정보원 학교알리미